# Саллиноггин

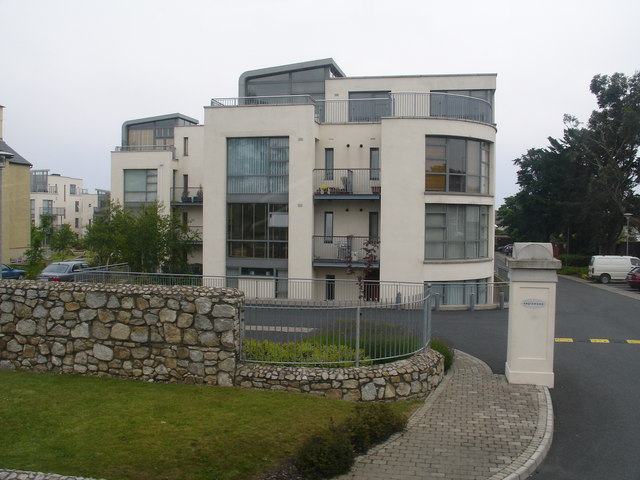

Саллиноггин (англ. Sallynoggin; ирл. An Naigín) — пригород в Ирландии, находится в графстве Дун-Лэаре-Ратдаун (провинция Ленстер).